# Park Narodowy Wikos-Wjosa

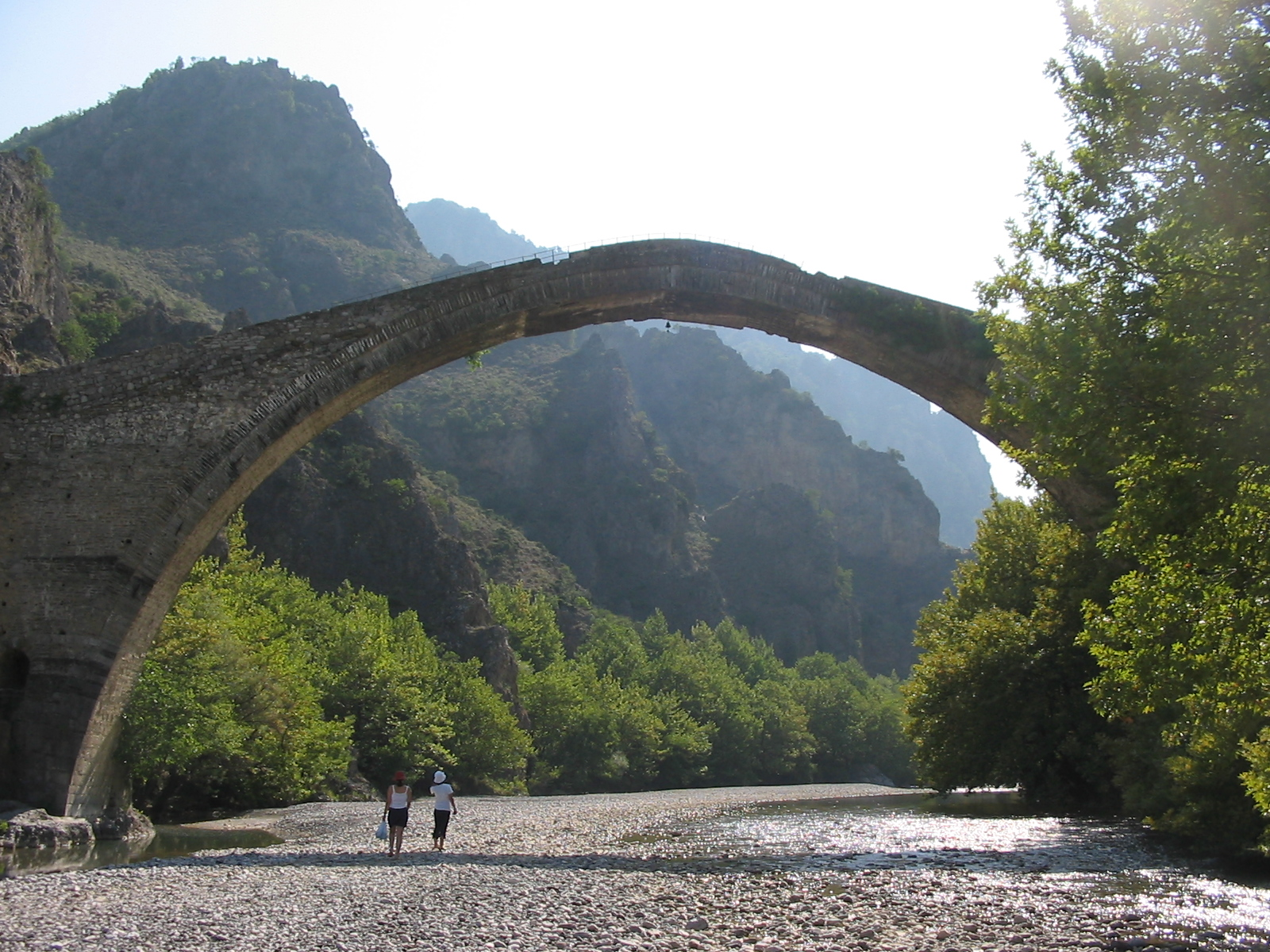
Stary most nad rzeką Wjosa

Park Narodowy Wikos-Wjosa (gr. Εθνικός Δρυμός Βίκου-Αώου, Ethnikos Drimos Wiku-Aou) – park narodowy położony w północnym Epirze, w północno-zachodniej Grecji. Zajmuje obszar 126 km². Park został założony w 1973 i obejmuje wąwóz Wikos, wąwóz Wjosa, górę Timfi (z najwyższym szczytem Gamila 2497 m n.p.m.) i kilka miejscowości Zagori.
Często spotykane są tutaj liczne ssaki takie jak niedźwiedzie, lisy i jelenie. Ryby reprezentują tu głównie pstrągi. Lasy składają się z różnorodnych gatunków roślin. Brak tu gatunków endemicznych.
Wąwóz Wikos znajdujący się w parku jest jednym z najgłębszych kanionów na Ziemi. Stanowi dużą atrakcję turystyczną, przyciąga też zwolenników kanadyjek i raftingu.